# 2016工鬥連線
2016工鬥連線，是臺灣社會運動團體的聯盟，2015年10月8日由40多個工運團體、學生團體彼此串連成立，新聞媒體常簡稱2016工鬥、工鬥團體。

## 歷史

### 2015年
2015年10月8日是2016年中華民國總統副總統及立法委員選舉倒數百日，全國關廠工人連線、國道收費員自救會、台灣國際勞工協會、團結工聯等數十個勞工團體在臺北市凱達格蘭大道宣布成立2016工鬥連線。2016工鬥連線提出「五鬥一案」：五鬥是「年金鬥基本保障」、「長照鬥老殘安養」、「約聘僱鬥正規聘僱」、「醫護消鬥全民健康」、「勞動者鬥政治罷工」，一案是「解決國道關廠案」。全國關廠工人連線祕書盧其宏說，台灣勞工多年來面臨「年金修惡」、「血汗長照」、「非典聘僱」、「醫護消防超時過勞」及「勞權箝制」等錯誤政策壓迫，並未因政黨輪替而得到改善；2016年中華民國總統選舉，等著勝選的民主進步黨與陷入內鬥的中國國民黨至今均未對上述爭議提出任何具體政策；故在倒數百日之際，工會與勞團集結自救，發起「2016工人鬥總統」爭取勞工應有的權益。
2015年11月2日至11月6日，2016工鬥連線舉辦「2016工鬥國是會議」，邀請各政黨共商2016工鬥連線提出之勞動政策改革方向。
2015年12月25日上午，2016工鬥連線有多名抗議人士假借參觀之名闖入國民黨總統候選人朱立倫競選總部，暴力破壞內部設施與噴漆，要求朱立倫應承諾當選後恢復勞工的7天國定假日；抗議人士最後仍被警方強行拖出競選總部，工鬥成員隨後在facebook發文批評「這就是國民黨面對勞工的態度」。同日下午，朱立倫說，他相信勞工的訴求就是多放假，這也是他全力爭取的，尤其本年立法院三讀通過的勞工未來周休二日就是國民黨推動的，「我想，可能他們搞錯了、有點誤解了」。

### 2016年

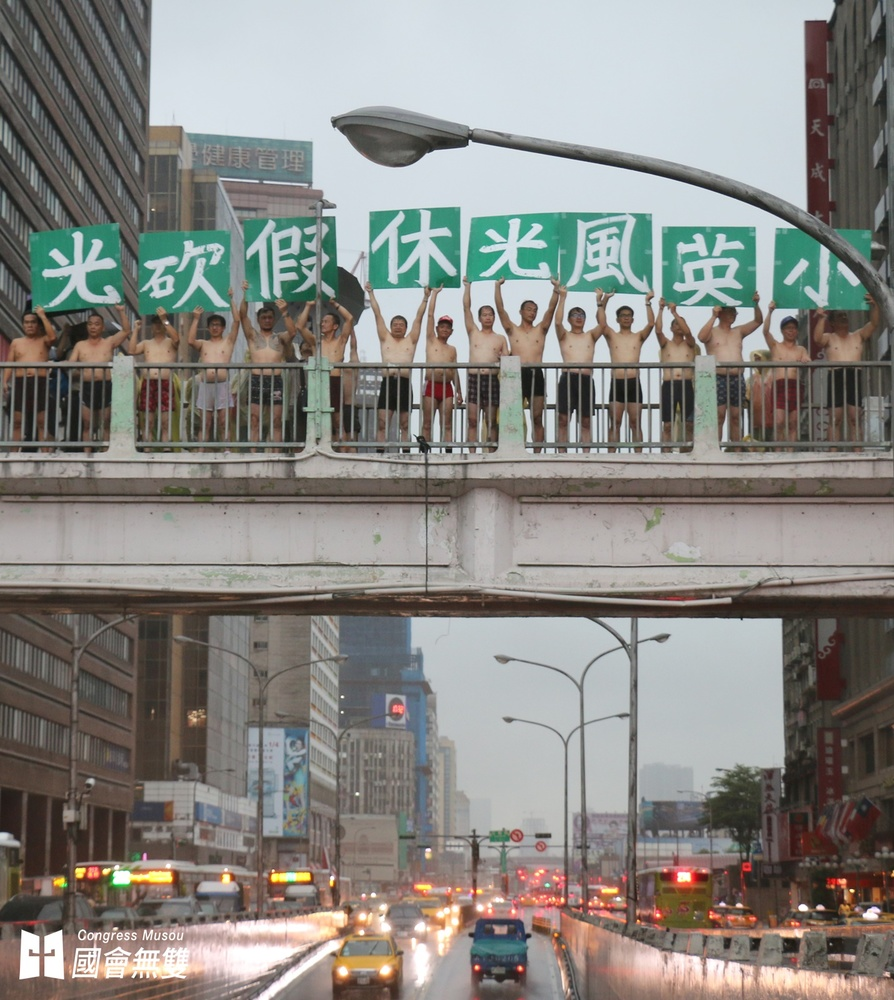
2016工鬥連線號召各工會代表，冒雨裸身舉起綠底白字「小英風光，休假砍光」標語牌

2016年6月14日，2016工鬥連線號召各工會代表，冒雨裸身於臺北市行政院前與忠孝西路天橋上舉牌抗議，舉起綠底白字「小英風光，休假砍光」標語牌諷刺蔡英文背叛勞工。
2016年1月4日下午，民進黨總統候選人蔡英文、蔡英文競選總部主任委員陳菊、蔡英文競選總部政策辦公室顧問林萬億、學者施能傑、民進黨全國不分區立法委員候選人李應元、民進黨全國不分區立法委員候選人鍾孔炤、民進黨中央黨部政策委員會首席副執行長施克和、民進黨副秘書長劉建忻等人與2016工鬥連線團體代表15人會面。在國道收費員案，雙方達成共識，將組成專案小組解決。2016工鬥連線表示，在休假制度、年金基本保障、家務移工勞動權益保障、醫師與消防員勞動條件等議題，民進黨也有回應並提出部分解決；但民進黨尚未具體承諾、後續再研議的部分，包括約聘雇勞動權益、是否恢復7天國定假日、基礎年金建構、家務移工勞動權益保障、長照覆蓋率提升等。
2016年5月18日，2016年中華民國總統就職典禮進行彩排，其中一段表演節目〈台灣民主進行曲〉安排臨時演員高舉「今天拆大埔，明天拆政府」、「核電歸零」等抗議標語重現社運抗爭場景，引發2016工鬥連線與台灣農村陣線抨擊民進黨把人民抗爭當成執政嘉年華。
2016年5月19日上午，2016工鬥連線、台灣農村陣線、全國關廠工人連線等20餘個社運團體聚集在台北賓館前，抨擊民進黨把人民抗爭當成執政嘉年華，並演出行動劇表示社運被民進黨吃豆腐。同日上午，民進黨發表聲明稿，宣布取消抗議標語表演，僅保留解嚴、野百合學運等「民主改革」部分。工鬥代表說，民進黨聲明稿宣稱表演內容仍保留「民主改革」部分，但他們質疑「民主改革這件事情，這麼容易被民進黨收攏嗎」。工鬥代表也說，蔡英文政府想要紀念抗爭，卻必須讓人民透過「抗爭方式」來提醒它「不要這麼蠻橫」。盧其宏說，民進黨換了位置就換了腦袋，「我們是怎樣對待馬英九政府，就一一回敬給民進黨政府」。
2016年5月19日晚間是蔡英文接任總統、蔡英文政府執政前最後一夜，2016工鬥連線在民進黨中央黨部外發動夜宿抗爭，舉辦「工人國宴」，擺出「扁朝回鍋肉、社運嫩豆腐」等菜餚諷刺蔡英文政府不乏陳水扁政府官員回鍋、總統就職典禮彩排「表演抗爭」吃社運豆腐，擺出「遠通揩油飯、年資泡湯圓、鱉當空心菜」等菜餚呼籲蔡英文別再拖延對國道收費員安置的承諾。
2016年6月27日，中華民國全國工業總會等七大工商團體在中華民國全國工業總會大樓召開記者會，宣布決議停止與蔡英文政府及勞方所有協商，直到蔡英文政府依據先前與工商團體協商的結果公告《勞動基準法》週休二日修法內容；2016工鬥連線等勞工團體約20多人到記者會場外抗議，與警方及現場工作人員發生推擠衝突，未獲工商團體對話回應承諾，隨即將聯絡方式及訴求貼在中華民國全國工業總會大廳；盧其宏批評，2016工鬥連線等勞工團體在2016年總統選舉前即與蔡英文進行對話，並非只有全國產業總工會才有代表性，工商團體不該當縮頭烏龜。
2016年7月17日，民進黨召開第17屆第1次全國黨員代表大會，2016工鬥連線至會場前抗議，要求民進黨說明砍除勞工七天國定假日案；一度傳出民進黨社會運動部主任宋岫書將出面回應，但最後民進黨無人出面接受陳情；2016工鬥連線揚言進入全代會會場，但在警方強力阻擋下未成；2016工鬥連線成員郭冠均質疑，民進黨在2016年總統選舉前聲稱要革新、要「點亮台灣」、要「和過去不一樣」，選舉後的行徑卻與國民黨並無二致。
2016年7月18日，2016工鬥連線抨擊，民進黨主導的行政院與立法院全數向資方妥協，過去從「勞工假太多」改口「絕不砍假七天」的蔡英文再度變成砍除勞工七天國定假日的兇手；對於所有台灣工人而言，民進黨不僅跟國民黨沒有實質差異，甚至用「進步」來包裝自己的蠻橫對待工人、以及奴才般地順從資方；若民進黨跟國民黨一樣砍掉勞工原有的七天國定假日，則民進黨也與國民黨同樣是在宣示與勞動者為敵，2016工鬥連線必定抗爭到底。
2016年7月19日上午，2016工鬥連線等勞工團體在立法院外抨擊，民進黨欲透過立法院第九屆第一會期第一次臨時會，以過半席次強勢通過行政院版「一例一休」搭配「砍七天國定假日」的《勞動基準法施行細則》修正草案，比國民黨「有過之而無不及」；並於上午10點45分宣布由桃園市產業總工會榮譽理事長毛振飛等8人代表展開無限期絕食抗議，同時預告本月25日將串連台灣各勞工團體發動大規模抗爭。台灣高等教育產業工會組織部主任林柏儀批評，蔡英文政府上台後，從勞動部提案到行政院會議通過，只花了三天就通過砍七天國定假日的案子，過程中沒有公聽會、也沒有勞方團體參與。桃園市產業總工會理事長莊福凱說，民進黨標榜基層出身，在蔡英文政府上台兩個月以來卻擁抱財團、與財團結合打壓勞工，用立法院臨時會來硬砍七天假、強推對台灣勞工高工時現狀毫無幫助的一例一休。勞動人權協會會長羅美文說，台灣的企業財團長年逃稅、作帳，資方不守法、官方不執法，企業習慣以違法手段獵取不正當利益，國民黨與民進黨則繞著財團轉；勞工休假與工時問題，攸關絕大多數人口的權益，不能讓企業財團與資產階級政黨任意踐踏玩弄。
2016年7月29日是立法院第九屆第一會期第一次臨時會最後一天，為反對「砍七天假、一例一休」的行政院版《勞動基準法》修正案，2016工鬥連線、桃園市空服員職業工會等勞工團體在立法院前舉辦百人排字「123天假」，以寫有「累」字的雨傘表示勞工「累散了」，以血布表示勞工「累癱了」，要求維持勞工19天國定假日並週休二例，讓勞工一年休假123天。針對本月28日蔡英文所言「政府有責任把台灣的勞工從低薪和過勞的邊緣拉回來」，2016工鬥連線、桃園市空服員職業工會等勞工團體回應，近年台灣的國內生產毛額（GDP）成長、薪資卻普遍停滯，如果蔡英文要改善勞工處境，撤回行政院版《勞動基準法》修正案、維持勞工19天國定假日並週休二例、讓勞工年休123天就是蔡英文該做的第一步。
2016年8月16日，行政院院長林全親自主持行政院與各領域社運團體之座談會，針對勞工七天國定假日議題，勞動部次長郭國文不願意正面承諾撤除行政院版《勞動基準法》修正草案，甚至還說本年1月4日蔡英文向2016工鬥連線承諾的「不損及勞工權益」是沒有共識；而針對國道收費員抗爭事件，郭國文暗批國道收費員自救會不願意坐下來好好談，2016工鬥連線代表向林全反映郭國文此言，郭國文才立即表示馬上會與國道收費員自救會協商；會後，2016工鬥連線表示，如果民進黨沒有誠意解決勞工七天國定假日與國道收費員抗爭事件，2016工鬥連線會持續抗爭到底。
2016年8月25日，勞動部舉辦《勞動基準法》修法座談會宣傳一例一休的好處，2016工鬥連線事先到場外集結抗議。工鬥連線表示，勞動部次長郭國文在之前幾次的談話會中，毫無誠意回應勞團訴求，並屢次口出奇言、模糊焦點，逃避他們回復「勞工7天國定假日」的訴求；蔡英文政府並未實現選前諾言，沒有真正關懷勞工權益。隨後座談會開始，工鬥數名代表進入會場，並在獲發言機會時集結至台前，質問郭國文有關「七天假」議題。有部分工會團體贊同勞動部立場，向抗議群眾吆喝、丟擲水瓶。但是後面場面失控，抗議群眾手持標語包圍演講台，對郭國文輪番嗆聲。工鬥連線表示，若近期未獲政府善意回應，將在蔡英文就職百日時在總統府前以遞交血書提交「七天假」諫言，計畫於9月時集結勞工團體北上抗議。（页面存档备份，存于）
2016年8月28日，2016工鬥連線發動工人代表約40人輪流刺破手指，將血淋在在事先寫好的給蔡英文的血書「致蔡總統：保障工人權益，切勿砍七天假」3張，遞交中華民國總統府；台灣移工聯盟到場聲援2016工鬥連線；盧其宏說，如果蔡英文仍堅持砍除勞工七天國定假日，2016工鬥連線絕對抗爭到底。
2016年9月19日，2016工鬥連線在立法院大門口舉行記者會表示，本日立法院社會福利及衛生環境委員會召集委員改選是蔡英文政府直接鎖定要強行通過砍除勞工七天國定假日的《勞動基準法》修正案，一例一休配合砍七天假的作法完全與蔡英文在2016年總統選舉中的政見「縮減工時」背道而馳；蔡英文當選總統以前承諾絕對不會砍七天假損害勞工權益，卻在立法院上一個會期破例讓未經委員會初審通過的砍假案列入臨時會的議程，令人根本看不出蔡英文政府是最會溝通的政府。2016工鬥連線表示，為捍衛勞工七天國定假日，2016工鬥連線不排除再度號召工會幹部絕食，並在本月28日赴民進黨30週年黨慶紀念儀式及擴大中執會會場圓山大飯店發動大規模抗議。莊福凱批評民進黨，「高舉捍衛基層人民權益起家，選票多數來自基層勞工，執政掌權後顧著財團、打壓勞工」。工鬥表示，現在看來9月28日勞工可放假，許多雇主與勞方會協調當日仍上班、或移到周末前後變成連假，蔡英文政府卻把7天假砍掉，縮減工時變成虛晃一招。工鬥質疑，蔡英文在2016年總統選舉期間的失言「勞工假太多」，是否才真正反映民進黨的意識形態。工鬥直言，資方與政府不斷強調目前其實已有超過半數的勞工周休2日，若真要達到縮減工時的效果，就是要讓過去挪移的工作日第6天與7天國定假日能夠獨立出來，讓勞工可以自行選擇休息或多拿加班費。工鬥批評，縮減工時就是為了平衡勞資不對等擴大，蔡英文政府卻處處向資方妥協，讓縮減工時在砍假7天後變成曇花一現。（页面存档备份，存于）
2016年9月28日，由於梅姬颱風侵襲臺灣，原定於圓山大飯店舉辦的民進黨30週年黨慶紀念儀式及擴大中執會取消。
2016年10月5日，立法院衛環委員會初審砍七天假的《勞動基準法》修正案。本日清晨，2016工鬥連線等勞工團體突襲臺北市敦化南路二段蔡英文住處要求蔡英文撤回此修正案，2016工鬥連線拉起「蔡英文出賣工人，承擔個屁」布條，蔡英文並未露面；莊福凱諷刺，蔡英文政府宣稱「最會溝通」，卻只會跟資本家溝通，「說要點亮台灣，結果只點亮資方」；台灣高等教育產業工會研究員陳柏謙說，蔡英文曾具體承諾在確認勞工權益不損失前不會砍假，如今卻親自下指導棋砍假，因此勞工團體第一次直接找蔡英文。大約8點30分，現場警方表示蔡英文已經離開，勞團焚燒寫有蔡英文過去發言字樣的布條（「點亮台灣」、「謙卑再謙卑」等）並到立法院施壓《勞動基準法》審議。
2016年10月5日上午，在民進黨立法院黨團人數優勢之下，砍七天假的《勞動基準法》修正案未經討論和表決，即通過立法院衛環委員會審查，交付朝野協商；擔任立法院衛環委員會召集委員的民進黨立法委員陳瑩主持本次會議，會議開始不到20分鐘就通過此修正案。2016工鬥及十數個勞工團體在立法院外砲轟，蔡英文縮減勞工總工時的承諾全是謊言，民進黨已淪為「資方走狗」，勞工團體將盡全力在二讀階段擋下此修正案、捍衛勞工的法定七天假。林柏儀批評，此修正案不但三天送出行政院會議，本日更在本次會議第一次審查就強行闖關，為了資方的利益不惜罔顧民主程序；民進黨常罵別人黑箱作業，其實「自己更黑箱」。郭冠均說，民進黨立法委員陳曼麗在本次會議中提案「停止詢答、討論」，陳瑩隨後未經表決就宣告全案審查完畢，這種不尊重議事規則的議案闖關方式與「國民黨以前慣用的伎倆」毫無差異。勞團得知砍假案通過立法院衛環委員會審查後，在立法院群賢樓外怒批蔡英文政府「承擔資方利益，出賣工人權益」，然後前往立法院門口丟擲雞蛋，表示蔡英文政府已經點亮全台怒火，誓言將凝聚工人力量發起更大規模的抗爭以防止砍假案輕易通過二讀。
2016年10月6日，《台灣蘋果日報》即時新聞（《蘋果即時》）獨家披露讀者提供的本月5日蔡英文寫給鄰居的道歉信，信中批評本月5日清晨勞工團體到她住處抗議是「脫序行為」。蔡英文在信中指出，陳情人士造成大家的困擾，影響居家安寧，導致鄰居不便，她向大家致上歉意；她將請總統府促請承包商加緊趕工讓她早日進住總統官邸，避免類似事件再度發生。參與本月5日清晨抗議的盧其宏批評，蔡英文的說法「可惡」，因為蔡英文要硬幹砍掉勞工的7天國定假日，「是她要硬幹砍假，她才是脫序行為」。總統府回應，此信是本月5日蔡英文寫給社區鄰居的信函，主要是因為本月5日清晨部分民眾的抗議行動為社區民眾帶來相當困擾，包括情緒激動的抗議人士阻擋車輛進出、甚至撲身拍打車輛，不少社區民眾紛紛提出抗議；蔡英文身為社區成員，對此感到相當過意不去，特別致函向鄰居們表達歉意。
2016年10月7日，2016工鬥連線表示，盧其宏父親傳訊息說，11點45分，新北市政府警察局新店分局江陵派出所警員到盧其宏住處找盧其宏，他說，因盧其宏對政府不滿，特來了解；盧父質疑警員想搞白色恐怖，警員未回應便離去。工鬥呼籲，政府切勿再用這種低劣手段威脅陳抗者。盧其宏父親要盧其宏小心，表示「民進黨政府是不是開始有動作，而對你們唱反調的不利」，建議盧其宏隨時準備錄音筆及手機錄影以保護自己，並呼籲盧其宏「民進黨政府要硬幹，你們能怎樣？為了自身安全，請不要再搞下去了」。盧其宏覺得，這是白色恐怖嗎？有事衝著他來就好，為什麼要去找他的家人呢？（页面存档备份，存于）（页面存档备份，存于）
2016年10月12日下午，工鬥青年產業後備軍、台灣高等教育產業工會青年行動委員會等青年團體反對蔡英文政府砍除勞工七天國定假日，前往民進黨中央黨部抗議。台灣電子電機資訊產業工會秘書長林名哲說，依據該會調查，科技業勞工未必能在國定假日當天休息、但能透過補休獲得彈性的假日，特休卻須經「勞工主動證明確實無法放假」才能補休；蔡英文卻想以「四天特休」交換七天國定假日，令人無法接受。太陽花學運出身的民進黨青年發展部主任黃守達出面接受陳情，但未正面回應勞工七天國定假日議題，只表示「大家對民進黨有很高的期待、很嚴苛的標準」、「民進黨會繼續和青年站在一起，也確實有更努力的空間」；台灣高等教育產業工會青年行動委員會張宗坤抨擊，民進黨青年部依循黨意回應，不願正視青年的勞動處境、回應43個青年團體反對砍假的連署聲明；工鬥青年產業後備軍鄭仲皓批評，蔡英文在2016年總統選舉時大開支票拉攏青年，如今卻執意與青年作對。最後，抗議團體共同宣告，本月23日將再度集結，與蔡英文政府全面開戰。
2016年10月23日，為反對砍除七天國定假日，工鬥青年產業後備軍、反教育商品化聯盟與高教工會青年行動委員會等52個學生會、工會團體，到立法院前，發動「青年爭勞權，圍攻資進黨」的遊行到民進黨中央抗議並演出行動劇，他們準備一顆巨大的紙黏肝臟，並點燃內含的鞭炮抗議民進黨是讓勞工「爆肝」的凶手；他們也送上「資進黨」匾額，嘲諷民進黨甘願擔綱「資方打手」。工鬥青年產業後備軍鄭仲皓強調，砍假案後「青年絕對會和民進黨劃清界線」，再也不會信任民進黨「站在青年這一邊」的虛偽說詞。政治大學學生勞動權益促進會成員洪詩婷以自身經驗說明打工族的處境，提到自己處在苛扣加班費、無勞保、長工時的勞動條件中「從未被合理對待」，認為砍七天假不但削減了打工族原有的雙倍薪資，更讓全職工作者少了七天休時，如同「加速過勞死」，是政府「為資方剝削勞工」的作為。台大工會成員曾稚驊指出，服務業是全國薪資條件最低劣的產業，而青年打工以服務業居多，再加上砍七天假，便是惡劣的條件都落在青年；民進黨政府提出一例一休或調整特休作為補償，然而「這些都是在職場內很容易被妥協掉的」，甚至在個別勞工爭取權益的過程中容易造成職場內部的分化。反教育商品化聯盟成員林子傑表示，砍七天國定假日讓青年打工族一年可少領7,000多元，影響在當前面對高學費、學貸難償還的狀況的青年。 
高教工會青年行動委員會計畫貿然通過砍假案的立法院，前進到下達砍假旨意的民進黨中央黨部，以衛環委員會的十位民進黨立委傀儡打頭陣，帶上被血染紅的青年之肝，給甘願擔綱「資方打手」的民進黨送上「資進黨」的匾額。民進黨只要砍假，就是與全體青年為敵！在民進黨黨部外，戴著蔡英文面具的抗議者點燃引信，濃煙與爆破聲「肝」中竄出，鄭仲皓表示青年看不見未來，只看見自己的勞動條件與肝「被資本家硬生生操爆」；現場架起十具「傀儡布偶」，分別掛著十位民進黨籍衛環委員的相片與名字，高教工會青年行動委員會蘇子軒表示，在蔡英文執政協調下「立委明明應聽取民意，卻成了黨意傀儡、橡皮圖章」，隨即一一唱名、高喊「黨意傀儡」；末了，抗議群眾將標有「青年爭勞權，圍攻資進黨」的標語以及「資進黨」匾額貼在民進黨部外牆後結束。（页面存档备份，存于）（页面存档备份，存于）（页面存档备份，存于）
2016年11月4日，2016工鬥連線在立法院外宣布發動第二波絕食抗議行動，來自桃園市產業總工會、台灣國際勞工協會等團體的絕食代表共7人宣誓無限期絕食，每日20點整固定舉行「討假夜行軍」繞行立法院，抗議蔡英文政府推動刪除勞工七天國定假日。國際社會主義前進加入抗議行列。2016工鬥連線現場焚燒畫有蔡英文競選總統時「點亮台灣」主視覺的旗幟，強調不會再被民進黨的口號欺騙，誓言用身體「打破虛偽可恥的政權」。同日，社會民主黨發言人呂欣潔聲援2016工鬥連線，她說，民進黨這半年來的轉變令人傻眼，不知道民進黨受到什麼威脅而要用這麼強硬的方式砍除勞工權利，寧願得罪千萬勞工也不願意去溝通，無視勞工與青年的抗議，反而每個月都跑去跟工商大老聚餐密會談條件，逼迫勞工最後要用絕食來阻擋一例一休法案。
2016年11月8日晚間，2016工鬥連線宣布，絕食抗議行動進入100小時，由於考量絕食者的身體及家庭狀況，三位絕食者徐錦順、彭瑞鷺、陳雨媗先行停止絕食。盧其宏說，從絕食開始，民進黨立委都沒有來關心，但其他絕食者會繼續抗爭。郭冠均說，三位絕食者停止絕食，不是代表勞工退縮，而是代表民進黨無恥。
2016年11月13日，蔡英文破例在中華民國總統官邸接受《台灣蘋果日報》專訪，對於一例一休爭議引發2016工鬥連線絕食抗議，她說，「對民進黨來說，這是有史以來最痛苦的事，非常痛苦，因為中小企業也是民進黨長期夥伴」，「勞工本就是我們民進黨心裡最軟的那塊」；現階段只能以「勞工最大利益、中小企業又可接受」找出一個方案，等中小企業成功轉型、經濟恢復動能以後再來考慮下階段能給勞工做什麼；大家都忘記勞工七天國定假日的源頭是一周只休一天，勞工七天國定假日在走向周休二日後就沒必要存在，而且國定假日要統一；現階段政府已幫勞工提高基本工資、工作七天需休一天等政策，未來將推動修法增加新進人員入職後特別休假。
2016年11月14日下午，2016工鬥連線在總統府前抗議，陳柏謙說，以僱用三十人的中小企業為例，勞工七天國定假日放假，平均一個月僅會增加人事成本新臺幣兩萬元；保留勞工七天國定假日，在薪資成本上影響較大的，並非中小企業，而是聘用五千乃至一萬人的大企業與財團；蔡英文不應再用中小企業當作砍除勞工七天國定假日的藉口，如果蔡英文政府仍要硬幹砍假，就證明縮減工時的承諾是虛晃一招，蔡英文所謂「心裡最軟的那塊」只不過是把勞工當成可以「軟土深掘」的一群人。同日，中國國民黨中央委員會文化傳播委員會副主任委員胡文琦聲援2016工鬥連線，他說，蔡英文推動《勞動基準法》修法，推的是一例一休，卻謊稱推的是“兩例”，然後宣稱一例一休比公務員的兩例條件更優，人民當然想上街掀桌抗議。
2016年11月15日，2016工鬥連線在立法院舉辦「七天假民間公聽會」，國民黨與時代力量都有立委出席，民進黨沒有立委出席、而是由中央黨部社會運動部黨工代表旁聽。陳柏謙說，他支持國定假日應全國統一，但應該讓60萬公教人員配合900萬勞工、而不是勞工配合公務員。世新大學教授兼台灣高等教育產業工會秘書長陳政亮諷刺，有些人批評保留勞工七天國定假日是紀念威權統治時代，依此思維，新臺幣十元硬幣、新臺幣一百元鈔票都應該被丟掉。2016工鬥連線重申，原本法令就給予勞工七天假，勞工爭取保留七天假並非貪得無厭，台灣工時已經過高，唯有國定假日才能讓勞工真正享有休假。
2016年11月17日，盧其宏率領2016工鬥連線絕食抗議民眾在立法院大門外舉行記者會，在“民主進步之靈位”牌子前焚燒冥紙，抨擊民進黨“假民主、真威權、真硬幹、真砍假”，說“民進黨欺騙社會大眾，我們要送民進黨上路、一路好走”。
2016年11月29日，2016工鬥連線、臺灣鐵路產業工會與復興航空企業工會到立法院前抗議，現場演起行動劇諷刺，蔡英文成天在媒體上說好話，但實際推動勞動政策的人是民進黨立法院黨團總召集人柯建銘，讓民眾搞不清楚是「蔡政府」還是「柯政府」在執政，讓「點亮台灣」變成「砍七天假、圖利財團」；郭冠均宣布，全國教育產業總工會理事長黃耀南、新海瓦斯工會理事長董家鈺、新海瓦斯工會常務監事黃文鴻、雲林縣產業總工會副理事長林志玩、雲林縣產業總工會理事吳宗保、雲林縣產業總工會理事李龍樺於本日加入絕食行列。
2016年12月2日，立法院會議中，民進黨立法院黨團一開始便提案將砍除勞工七天國定假日的《勞動基準法》修正草案排入討論議程第一案，意圖挾人數優勢強行表決通過此案。2016工鬥連線等勞工團體一早便在立法院外集結抗議，抨擊民進黨「左手拿勞工選票，右手拿資方的錢」。中午休息時間，勞工團體聚集在立法院青島東路側門，柯建銘欲返回立法院，繞經人潮最多的青島東路側門，與勞工團體爆發激烈推擠衝突，一度被人潮推倒在地，後續在優勢警力的反制與戒護下才突破人牆、返回立法院。柯建銘返回立法院後宣稱「台灣民主輓歌已經響起」，其他民進黨立委則給柯建銘英雄般的掌聲。總統府發言人黃重諺與民進黨副秘書長李俊毅，均譴責勞工團體追打柯建銘的「暴力行為」；李登輝基金會發布由該會秘書長王燕軍掛名的聲明，要求相關執法單位即刻徹查「假民團、真暴力」的組織及個人。民進黨立法院黨團幹事長吳秉叡說，民眾應循合法途徑表達意見，柯建銘的遭遇「堪稱民主倒退」。批踢踢網友翻出2008年11月6日蔡英文在facebook批評當時總統馬英九的文章〈馬英九逼人民上街頭 才是最大暴力〉，諷刺民進黨換了位置就換了腦袋。中國國民黨主席洪秀柱說，民進黨曾經稱讚這群勞工朋友是「民主的捍衛者」，暴力為民進黨所用就是「抗暴」，暴力不為民進黨所用就被民進黨譴責，「雙重標準髮夾彎真好用」。2016工鬥連線批評，蔡英文說勞工是民進黨心中最軟的一塊，最軟的意思就是最好欺負，民進黨執政傲慢、不可一世、並沒有和勞工站在一起；2016工鬥連線絕食代表反諷，建議民進黨定本日為「回報財團紀念日」。

## 工鬥代表
- 盧其宏：桃園市產業總工會顧問，全國關廠工人連線祕書，工鬥代表之一。

## 外部連結
- 2016工人鬥總統的Facebook專頁
- 《苦勞網》2016工鬥文章列表（页面存档备份，存于）